# Бібай

43°11′47″ пн. ш. 141°46′32″ сх. д. / 43.19639° пн. ш. 141.77556° сх. д.
Біба́й (яп. 美唄市, びばいし, МФА: [bʲibai̯ ɕi̥]) — місто в Японії, в окрузі Сораті префектури Хоккайдо.

## Короткі відомості
Розташоване в центральній частині префектури, на березі річки Бібай, притоки річки Ісікарі. Початково розвивалося за рахунок видобутку вугілля. З 1970-х років стало центром рисівництва. Населення — близько 33 тисяч осіб. Станом на 1 жовтня 2008 року площа міста становила 277,61 км². Станом на 31 березня 2017 населення міста становило 22 543 осіб.